# Flight of the Intruder
Flight of the Intruder — відеогра жанру авіаційного симулятора, розроблена британською компанією Rowan Software. Випуск відбувся 1990 року для ПК MS-DOS, Amiga та Atari ST. Гра базується на однойменному романі Стівена Кунтса (за яким був знятий фільм Політ «Порушника», але гра заснована на книзі, а не на фільмі — фактично її почали розробляти ще до виходу книги в 1986 році).

## Ігровий процес
Події першої місії відбуваються 30 квітня 1972 року в Тонкінській затоці. F-4 Фантом патрулює довкола авіаносця.
Події другої місії відбувається 1 травня 1972 року в районі міста Куангчі в центральній частині В'єтнама. F-4 Фантом відправлені на перехоплення над узбережжям Хью.
Події третьої місії відбувається 13 травня 1972 року в районі Тханхоа. Це перша місія, в якій гравцю доведеться здійснювати нічні польоти. Місія складається з таких завдань: * Компанія «Linebacker»; А-6 Інтрудер відправлені бомбити радарні містечка.
Події четвертої місії відбувається 8 червня 1972 року в районі Ніньбінь в північно-східному районі В'єтнаму. Операція видобутку.
Події п'ятої місії відбувається 17 липня 1972 року в районі Хайфону на півночі В'єтнаму. А-6 Інтрудери мають бомбити військові склади поблизу Хайфону.
Події шостої місії відбувається 1972 року знову в районі Тонкінської затоки.
Події сьомої місії відбувається 1972 року в районі Тханхоа. Інтрудери мають бомбити Фантомам необхідно очистити шлях.
Події восьмої місії відбувається 27 серпня 1972 року в районі [[]]. Фантомам необхідно очистити шлях від усіх МіГів. Це нічна місія.
Події дев'ятої місії відбувається вересня 1972 року в районі Phuc.
Події десятої місії відбуваються в 20 жовтня 1972 році в Тонкінській затоці.